# Cuota de sangre
La cuota de sangre (en inglés, blood quantum) es un término utilizado para describir la fracción del linaje de una persona que pertenece a un grupo étnico o racial específico. Este concepto se ha utilizado históricamente, especialmente en Estados Unidos, para determinar la elegibilidad de una persona para ser reconocida oficialmente como miembro de una tribu indígena u otro grupo étnico. La cuota de sangre se expresa generalmente como una fracción, como "1/4 de sangre Cherokee", lo que indicaría que un cuarto de los antepasados de una persona eran miembros de la Nación Cherokee.

## Origen y contexto histórico
El concepto de cuota de sangre tiene sus raíces en las políticas coloniales y postcoloniales de América del Norte. Durante el siglo XIX, el gobierno de los Estados Unidos implementó políticas que requerían que los individuos demostraran una cierta cantidad de ascendencia indígena para ser reconocidos como miembros de una tribu, recibir tierras o beneficios bajo tratados firmados con las tribus.
El uso de la cuota de sangre fue formalizado en varias leyes, incluyendo la Ley General de Reparto de Dawes de 1887, que dividió las tierras comunales de las tribus en parcelas individuales, otorgando tierras a los miembros de las tribus basándose en su cuota de sangre. Aquellos con menos de una cierta cantidad de "sangre indígena" no eran elegibles para recibir tierras, lo que resultó en la disminución del reconocimiento formal de muchas personas como indígenas y en la fragmentación de las tierras tribales.

## Implicaciones y críticas
La cuota de sangre ha sido una fuente de controversia y debate tanto dentro como fuera de las comunidades indígenas. Algunos argumentan que la cuota de sangre ha sido una herramienta de colonización diseñada para reducir el número de personas legalmente reconocidas como indígenas y, por lo tanto, para disminuir las obligaciones del gobierno hacia esas comunidades.
Además, la cuota de sangre no solo ha afectado el reconocimiento legal, sino también la identidad cultural. En algunas comunidades, la identidad indígena está más estrechamente ligada a la participación cultural y la afiliación comunitaria que a la cantidad de ascendencia biológica. La dependencia de la cuota de sangre como medida ha llevado a divisiones dentro de las comunidades y ha complicado la transmisión de la identidad cultural entre generaciones.

## Uso moderno
Hoy en día, algunas tribus continúan utilizando la cuota de sangre para determinar la elegibilidad para la membresía tribal, aunque los requisitos varían considerablemente de una tribu a otra. Mientras que algunas tribus han adoptado estándares más inclusivos, otras mantienen requisitos estrictos. El debate sobre la relevancia y justicia del uso de la cuota de sangre persiste en las discusiones contemporáneas sobre la identidad indígena y la autodeterminación tribal.